# إلياس غولدبرغ
إلياس غولدبرغ (بالإنجليزية: Elias Goldberg)‏ هو رسام أمريكي، ولد في 14 مارس 1886 في مانهاتن في الولايات المتحدة، وتوفي بنفس المكان في 22 فبراير 1978.